# 图库鲁维站
图库鲁维站（葡萄牙語：Estação Tucuruvi），位于巴西圣保罗，是圣保罗地铁1号线的终点站。本站作为1号线北延线计划的一部分，启用于1998年4月29日。1965年前，附近有一座同名的坎塔雷拉电车车站。